# Брауэр, Лёйтзен Эгберт Ян
Лёйтзен Э́гберт Ян Бра́уэр (нидерл. Luitzen Egbertus Jan Brouwer; 27 февраля 1881 — 2 декабря 1966) — голландский философ и математик,
выпускник университета Амстердама, работавший в таких областях математики, как топология, теория множеств, математическая логика, теория меры и комплексный анализ.
Член Нидерландской АН в Амстердаме (1912), член-корреспондент Лондонского королевского общества, Парижской и Гёттингенской АН, профессор Амстердамского университета (1912—1951). В 1932 г. он получил звание рыцаря ордена Нидерландского льва.
Положил начало новому направлению в математике — интуиционизму. Он подверг сомнению неограниченную приложимость в математических рассуждениях классических законов исключённого третьего, (снятия) двойного отрицания, косвенного доказательства (доказательства от противного). Одним из результатов анализа таких рассуждений явилось возникновение интуиционистской логики, сформулированной в 1930 г. учеником Брауэра А. Гейтингом и не содержащей указанных законов.

## Биография
Родился 27 февраля 1881 г. в Оверши, сегодня это пригород Роттердама в Голландии. Друзья звали его по второму имени Бертус. Будучи очень способным, Брауэр в 14 лет окончил полную школу в Хоорне, городе на озере Зюйдерзее к северу от Амстердама.
Он не изучал в школе греческого и латыни, однако оба языка были необходимы для поступления в университет, так что следующие два года Брауэр посвятил их изучению.
В этот период времени его семья переезжает в Харлем, к западу от Амстердама. Здесь же в 1897 г. в гимназии он сдал вступительные экзамены в университет Амстердама.
Профессором математики в Амстердамском университете у Брауэра был Кортвег, который быстро понял, что в лице Брауэра он имеет выдающегося студента. Ещё в самом начале обучения Брауэр получил оригинальные результаты о непрерывных движениях в 4-мерном пространстве, и Кортвег обескуражил его предложением о публикации. Статья вышла, и Брауэр получил первую публикацию в Королевской академии наук в Амстердаме в 1904. Кроме того, Брауэр интересовался топологией и основаниями математики. Он не только изучал эти разделы в университете, но и сам читал массу литературы по этим вопросам.
Брауэр окончил университет в 1904 г. и в том же году женился на Лизе де Холл, которая была на 11 лет старше его и имела дочь от первого брака.
После заключения брака, который не принёс детей, Брауэр с женой и приёмной дочерью переехал в Бларикум, недалеко от Амстердама.
Через три года Лиза получила квалификацию фармацевта, и Брауэр помог ей в организации книготорговой фирмы по снабжению книгами магазинов химических товаров.
Между тем Брауэр не был в восторге от приёмной дочери, и отношения между ними были натянутыми.
С самого начала Брауэр интересовался философией математики, а также был очарован мистицизмом и другими философскими вопросами, относящимися к человеческому обществу.
В 1905 году он опубликовал свои идеи в книге, которая имела заголовок «Жизнь, искусство и мистика» (Leven, Kunst, en Mystiek).
В 1909 г. он стал приват-доцентом Амстердамского университета. В своей инаугурационной речи 12 октября 1909 г. «О природе геометрии» он развернул свою исследовательскую программу. Несколько месяцев спустя он предпринял важную поездку в Париж в канун рождества 1909 г., где встретился с Пуанкаре, Адамаром и Борелем. Основываясь на дискуссиях в Париже, он начал работать над проблемой инвариантности пространственных измерений.
С 1904 года Брауэр последовательно проводил критику так называемых чистых математических доказательств существования, опирающихся на логический принцип исключённого третьего, что в конечном счёте положило начало целому направлению в обоснованиях математики математическому интуиционизму.
Однако независимую от философии интуиционизма ценность имеет проведённый Брауэром анализ математических доказательств существования с точки зрения конструктивного построения тех объектов, существование которых доказывается. В частности, А. Н. Колмогоровым было показано, что правила так называемой интуиционистской логики находят своё реальное осуществление в логике конструктивного решения математических проблем.
В 1912 г. Брауэр был избран действительным членом Королевской академии наук в Амстердаме. В том же году он получил позицию экстраординарного профессора теории множеств, теории функций и аксиоматики в Амстердамском университете. Эту должность он занимал до ухода на пенсию в 1951 году.
В 1919 г. Гильберт попытался соблазнить его местом в Геттингене, в том же году ему предлагали место в Берлине. Несмотря на заманчивость этих предложений, Брауэр отказался. (Возможно, этот выбор в пользу Амстердама в определённой степени объяснялся влиянием Ван дер Вардена, который учился в Амстердамском университете в 1919—1923 гг. и был слушателем Брауэра.)
Несмотря на то, что ему не удалось повернуть математиков на свой путь мышления, Брауэр был широко признан в мире за свой выдающийся вклад. Он являлся действительным членом Королевской академии наук в Амстердаме, Лондонского королевского общества, Гёттингенской академии наук, получил степень почётного доктора Университета Осло в 1929 г. и Кембриджского университета в 1954 г. В 1932 г. он получил звание Рыцаря ордена Нидерландского льва.
В 1935 году Брауэр учредил журнал Compositio Mathematica.
Погиб в 1966 г. в Бларикюме в результате автокатастрофы. Был известным другом Карла Поппера в первые послевоенные годы.

## Научный вклад
В 1911—1913 гг. Брауэр установил ряд важных понятий и результатов в области топологии.
В их числе:
- понятия симплициальной аппроксимации и степени непрерывного отображения;
- понятие гомотопической классификации отображений;
- теорема о гомотопической эквивалентности двух отображений (сферы на себя), имеющих одну и ту же степень;
- теорема об инвариантности числа измерений и инвариантности внутренних точек (при топологическом отображении множества, лежащего в n-мерном пространстве, в это же пространство);
- теорема о неподвижной точке;
- n-мерная теорема Жордана.

Эти результаты и методы, найденные для их доказательства, определили значительное влияние Брауэра на развитие топологии в период между 1-й и 2-й мировыми войнами.

## Признание
- В его честь учреждена международная медаль Нидерландского математического общества, присуждаемая раз в три года.
- В 1970 г. Международный астрономический союз присвоил имя Лёйтзена Эгберта Яна Брауэра (совместно с Дирком Брауэром) кратеру на обратной стороне Луны.